# Zespół Jervella i Lange-Nielsena
Zespół Jervella i Lang-Nielsena (ang. Jervell and Lange-Nielsen syndrome, JLNS1, surdo-cardiac syndrome) – choroba dziedziczna, dziedziczona autosomalnie recesywnie. Została opisana po raz pierwszy w 1956 roku przez norweskich lekarzy Antona Jervella i Freda Lange-Nielsena. Na jej obraz składa się głuchoniemota oraz wrodzony zespół długiego QT w elektrokardiogramie.
Zespół długiego QT charakteryzuje się okresowym lub stałym wydłużeniem odstępu QT elektrokardiogramu, co predysponuje do występowania częstoskurczu komorowego typu torsade de pointes, który może doprowadzić do zgonu. Może on wystąpić w dzieciństwie po wysiłku fizycznym bądź bodźcu emocjonalnym.
Chorobę powoduje mutacja homozygotyczna w genie KVLQT1 zlokalizowanym na chromosomie 11p15.5 kodującym funkcję kanałów potasowych.
U osób z heterozygotyczną mutacją w genie KVLQT1 nie występuje niedosłuch, stwierdza się natomiast wydłużenie odcinka QT ze wszystkim tego następstwami (patrz. zespół Romano-Warda).
Rozpoznanie ustala się stosując tzw. kryteria Schwartza. Do rozpoznania konieczne jest wystąpienie 2 kryteriów dużych i 2 małych.
Kryteria duże
- Skorygowany odstęp QT przewyższa 0,44s
- występują omdlenia wywołane stresem
- w rodzinie występuje wydłużenie odstępu QT

Kryteria małe
- Wrodzona głuchoniemota
- naprzemienne załamki T
- bradykardia
- występują inne cechy świadczące o zaburzonej repolaryzacji komór.